# Pavel Dõmov
Pavel Dõmov (Tallinn, 31 dicembre 1993) è un calciatore estone, centrocampista del Kuressaare.

## Carriera

### Club
Ha giocato nella massima serie estone con l'Infonet con cui ha vinto il titolo nel 2016.

### Nazionale
Ha esordito in nazionale il 20 novembre 2016 in amichevole contro Saint Kitts e Nevis entrando nella ripresa al posto di Sergei Mošnikov.

## Palmarès

### Club

#### Competizioni nazionali
- Campionato estone: 1

Infonet: 2016
- Supercoppa d'Estonia: 1

Infonet: 2017
- Coppa d'Estonia: 1

Infonet: 2016-2017